# Ein gesegnetes Team
Ein gesegnetes Team ist eine US-amerikanische Krimiserie, die in drei Staffeln produziert wurde und insgesamt 45 Episoden umfasst.

## Handlung
Frank Dowling ist ein römisch-katholischer Priester, der in Chicago die kleine Gemeinde Sankt Michael leitet. Ihm zur Seite stehen seine Haushälterin, Marie Gillespie, und die junge Novizin Schwester Stephanie.
Die drei haben die Eigenschaft, in Kriminalfälle aller Art verwickelt zu werden, und jagen mit vereinten Kräften, aber auch mit dem nötigen Glauben, Mörder, Diebe und straffällig gewordene Jugendliche.

## Hintergrundinformationen
Die Serie beruht auf den  „Father Dowling Mysteries“-Kriminalromanen des US-amerikanischen Schriftstellers Ralph McInerny (1929–2010). Während Father Dowling in der Romanvorlage ein ehemaliger Alkoholiker ist, der aus seiner Zeit vor der Priesterweihe noch über Informationen und Kontakte zur kriminellen Szene verfügt, übernimmt diese Mittlerrolle in der Fernsehserie die Figur der Schwester Stephanie, für die es in den Romanen kein Äquivalent gibt.
Zunächst war Ein gesegnetes Team überhaupt nicht als Serie konzipiert. Dem Pilotfilm, der am 30. November 1987 ausgestrahlt wurde, folgte jedoch eine große Resonanz, so dass nach über einem Jahr, am 20. Januar 1989, die erste reguläre Episode der Serie ausgestrahlt wurde.
Ähnlich wie bei Diagnose: Mord oder Mord ist ihr Hobby versuchen die Protagonisten die Kriminalfälle mit Humor und Charme anstelle von Gewalt zu lösen – ein Erfolg der Serie. Dennoch ließ das Interesse der Zuschauer rasch nach, so dass am 2. Mai 1991 die letzte Episode ausgestrahlt wurde.
Die erste Staffel wurde in Denver gedreht. Das Budget zwang dazu, die beiden folgenden Staffeln in Los Angeles aufzunehmen. Die Kirche von Pfarrer Dowling steht in der 3601 Humboldt Street in Denver.

## Synchronisation
- Pfarrer Frank Dowling: Klaus Sonnenschein
- Schwester Stephanie: Janina Richter
- Marie Gillespie: Edith Schneider (Pilotfilm), Christine Gerlach
- Pfarrer Prestwick: Hubertus Bengsch

## Auszeichnung
1991 war die Episode The Consulting Detective Mystery (dt. Titel: Ein Vorbild im Wandel) und deren Komponist Bruce Babcock in der Kategorie Beste Musik in einer Serie für den Emmy nominiert.